# ペン＝カルバート境界紛争
ペン＝カルバート境界論争（ペン＝カルバートきょうかいろんそう、「ペン対ボルチモア事件」とも呼ばれる）とは、17世紀後半から18世紀前半にかけての英領北アメリカ植民地において、一方はウィリアム・ペンとその相続人、もう一方は第3代ボルチモア男爵チャールズ・カルバートとその相続人の2つの家族による領有植民地境界線にまつわる長期の法廷闘争のこと。植民地時代のアメリカにおいて、勅許された払い下げ領土の重複を解消するためにイングランド王や裁判所により何度もの調停、測量、仲裁が行われて最終的な解決を見た。こういったイングランド王勅許に関連する諸問題はアメリカ合衆国成立後も引き続きその最高裁判所や仲裁人によって審理が行われた。この境界線論争は、アメリカ合衆国の5つの州（ペンシルベニア（ペンシルバニア）、メリーランド、デラウェア、ニュージャージー、ウェストバージニア）の現在の境界線画定の基礎ともなっている。 

## 背景
1629年、サミュエル・ゴディン (Samuel Godin) とサミュエル・ブロマート (Samuel Blommaert) はオランダ西インド会社から使者を送り、現在のデラウェア州ルイス近くのヘンロペン岬 (Cape Henlopen) 周辺の土地について、これを買収するために土着のナンティコーク族インディアンと交渉を行った。ニューアムステルダム（現在のニューヨーク市）を本拠としていたニューネーデルランド植民地の支持もあり、1631年にはこの買収した土地を「ツヴァーネンデール (Zwaanendael)」と名付け、新しい植民地が建設された。だが28人によるこの植民地は、そこが依然として自分らの土地だと信じているナンティコーク族との諍いが解消せず、1年経たずに襲撃によって全滅してしまった。翌1632年に同じ場所に再び植民地建設の試みがなされたが、やはり安全が確保できず、すぐに断念して全員が引き上げた。 
1632年6月20日、当時のイングランド国王チャールズ1世は第2代ボルチモア男爵セシル・カルバートに対してチェサピーク湾沿いの領土を払い下げる勅許を行った。払い下げ範囲としては、その北限を北緯40度線、東限をデラウェア湾と大西洋とするとされた。しかし、この勅許には但し書きがあり、「（すでに）耕作されていない」土地のみが払い下げの対象となっていた。植民者は1634年に到着したが、植民地北限に関しては測量や境界標識の設置が実施されることもなく、またデラウェア湾沿いの地域には入植する者もいなかったので、件の但し書きが考慮されることもなかった。 
ニュースウェーデン植民地がクリスチーナ砦（現在のデラウェア州ウィルミントン）を中心に建設されたのは1638年だったが、これを不法侵入行為だと見做したオランダは対抗措置として1651年にカシミア砦（現在のニューキャッスル）を建設した。だが1654年にスウェーデンがこのカシミア砦を攻め、占領してしまった。ニューネーデルランド長官のペーター・ストイフェサントは1655年に報復を行い、カシミア砦を奪還しただけでなくクリスチーナ砦も占領し、スウェーデン人らを追い払った。ストイフェサントはカシミア砦をニューアムステルと改名し、ここに副官を置いて全域を監視させ、本拠地を置いたニューアムステルダムに報告する体制を築いた。 
それがスウェーデンあるいはオランダのどちらにせよ、英国は自国の領土の中に他国の植民地が作られたとしてこれに抗議し、1659年にニューアムステルに使節団を送り、この地はボルチモア卿に勅許された英国領であるのでオランダ人入植者は立ち退けと主張したが結論には至らなかった。このため1664年にチャールズ1世の息子のイングランド王チャールズ2世は弟のヨーク公ジェームズ（後のジェームズ2世）に対してコネチカット川からデラウェア川にいたる大西洋岸全領土を払い下げる勅許を行い、これを根拠にジェームズは軍隊を率いて他国植民地の掃討を開始した。1664年9月8日、アムステルダム砦（現在のニューヨークマンハッタン島南部）は占領され、翌日ストイフェサントは正式にニューネーデルランド全体を明け渡した。デラウェア湾沿いの交易所もすぐに降伏した。ニューアムステルは英国人によりニューキャッスルと改名されたが、オランダ植民地時代と同様にニューアムステルダム（オランダの降伏により英国ヨーク公の名をとってニューヨークに改名された）の直轄地とされた。だが、ヨーク公は兄チャールズ2世からのニューキャッスル払い下げ勅許状をこのときまだ受け取っていなかった。 
1681年、ウィリアム・ペンはチャールズ2世によりペンシルバニアの払い下げを受けた。第3代ボルチモア男爵でセシル・カルバートの息子チャールズ・カルバートはこの払い下げに対して、ペンの領土はメリーランドの北側で、北緯40度線を境界とすることとなっており、自分の勅許地を犯すことはないと考えて異議を唱えなかった。加えて、ヨーク公は先のオランダ掃討戦の武勲により兄からニューキャッスルの周囲12マイルが与えられていた。ペンは自分の植民地にも海洋へのアクセスがほしかったので、ヨーク公を説得してこのニューキャッスルをペンに貸し与えてもらおうとまで考えていたが、結局は1682年8月にヨーク公によりペンに対してこの12マイル円を含み、ヘンロペン岬までの領土の払い下げが行われた。このようにヨーク公はペンに領土を与えたが、実はこの段階ではまだヨーク公は英国王室から正式にデラウェアを勅許されていなかった。勅許となったのは1683年3月22日である。 
ペンは英国から植民地に渡航し、1683年5月にニューキャッスルでボルチモア男爵と会談した。だが2人は、ペンシルバニアの南側境界線をどのように決めるか、またニューキャッスルの「12マイル円」のサイズをどうするか（円周なのか半径なのか）について合意できなかった。この会談がその後の長い裁判闘争の始まりと言える。  

## 境界紛争の歴史
ペンは彼の新しいペンシルバニア植民地にチェサピーク湾に出られるアクセスがほしいと考えていた。一方でボルチモア男爵はペンシルバニアの南側境界線は北緯40度線であることを譲らず、また、1632年勅許によりメリーランドを得た際にデラウェア湾にある陸地もこれに含まれていると主張した。両者は合意できず、ペンは裁判にすることを決めた。ペンとボルチモア男爵の両者は英国に戻り裁判に出席した。この時までにヨーク公はジェームズ2世として王位に就いていた。ペンはジェームズ2世と自分は親しく、また盟友でもあったので裁判が自分に有利に進むと考えていた。彼は裁判でツヴァーネンデール植民地について、メリーランド勅許は、耕作されていない土地のみが対象であるのに、デラウェア湾付近は勅許前にすでにオランダ人が建設した植民地により耕作されていたと述べた。このことは、1659年にメリーランドがその自領内にオランダ人が入植していることに関して抗議を行ったときにオランダ人により主張された反論そのものでもあった。これは決定的なものだった。 
貿易・プランテーション委員会 (The Committee for Trade and Plantations) はバルチモア（メリーランド）勅許は耕作されていない土地に与えられたものであり、先んじてその領域にキリスト教信者が存在したのであれば、そこはボルチモア男爵のものではないということを追認した。1685年11月7日、国王は妥協案を示した。それは、チェサピーク湾とデラウェア湾の間の領土はヘンロペン岬を通り西に向かう直線と、北緯40度線から引いた南北線により半分ずつに分けるというものだった。メリーランド側（ボルチモア男爵）はまだこの境界の測量・標識設置を行っていなかったが、ジェームズ2世はメリーランドの北側の境界は依然北緯40度線であると定めた。1688年にジェームズ2世はペンに対して新しく勅許状を作成しデラウェアの持ち分の再定義を行った。 
1701年7月20日、下流三郡（現在のデラウェア）の住民はペンに対し、（ペンシルバニアと一緒ではなく）独自の議会や統轄する役所を持ちたいという内容の請願を行った。ペンは8月28日にこれを認め、いずれデラウェアはペンシルバニアから分離して一つの植民地となるであろうと予想し、ペンシルバニアとこの新しい植民地の境界となる12マイル円の測量および標識設置を命じた。ペンシルバニア側はアイザック・テイラー、ニューキャッスルからはトーマス・ピアソンズが選ばれ共同で測量を行った。1701年9月に彼らはニューキャッスルの堤防から測量をはじめ、10月には円弧部分の標識設置も終えた。この測量は多くの誤差を持った稚拙なものだったが、その後多大な時間をかけて解決に至るこの長期論争の中で、12マイル円を正確に決めようとする最初の試みだった。 
1709年にボルチモア男爵はジェームズ2世の娘で当時のグレートブリテン女王アンに対し、1683年にペンに対して行われた勅許のうち、北緯40度線以南の領土に関して取り消しを行うよう請願を行った。ペンはこれに反対したが、アンは1710年6月23日にこれを却下した。女王によるこの決定の後、ペンシルバニアとデラウェアの合同議会はテイラーとピアソンズの測量による境界を承認した。だが根底にある問題は解決していなかった。メリーランド植民地政府がデラウェア域内の土地をメリーランド住民に勝手に払い下げを行うことが続いており、双方の保安官同士が衝突を起こすなどの事件が発生した。このためデラウェアの議会は1年前に行ったばかりの12マイル円境界の承認を取り消すに至った。 
やがて紛争当事者が死亡、ボルチモア男爵は1715年に、ペンは1718年にそれぞれ死んだ。ボルチモア男爵の息子の第4代ボルチモア男爵ベネディクト・カルバートは父の死の2か月後に急死してしまったので、境界問題はメリーランド側が第4代ボルチモア男爵の息子で第3代ボルチモア男爵の孫の第5代ボルチモア男爵チャールズ・カルバート、ペンシルバニア側がペンの息子ジョン、トマス、リチャードの3人に引き継がれることになった。 

### 1732年合意

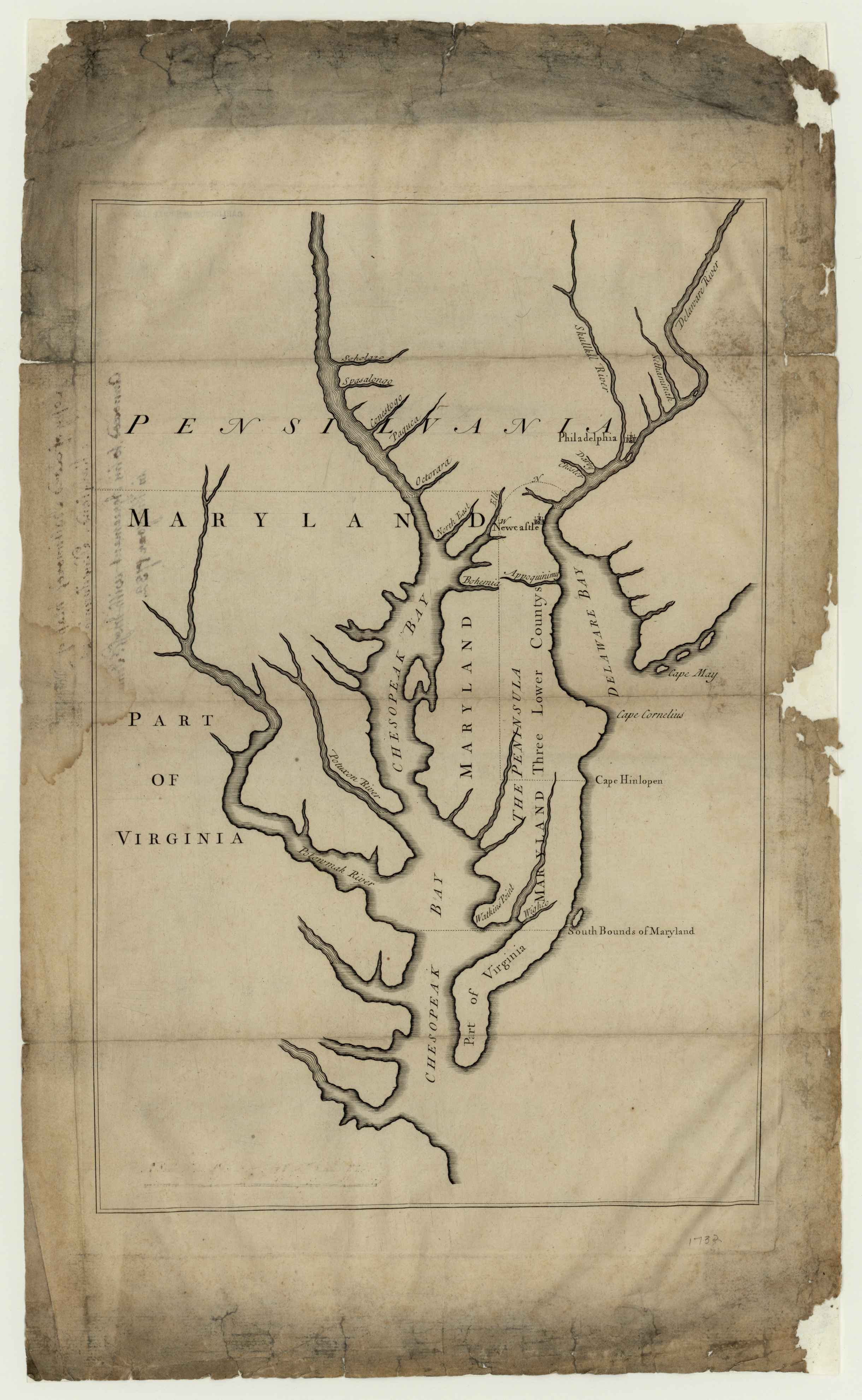
1732年のメリーランド州の地図

それまできちんとした測量が行われていなかったが、このころになって12マイル円が実際には北緯40度線とは交わらず、もっと南側にあること、および、ペンシルバニアの最主要都市であるフィラデルフィアも北緯40度線の南側に位置することが次第に明らかになってきてこの境界問題はさらに複雑になった。双方ともが相手には内緒で自分に有利になるような測量・標識設置を実施しようとした。1722年、ボルチモア男爵はメリーランド議会に対し、セシル郡（メリーランド）の主席判事が森の中で境界を越えたとしてペンシルバニアに逮捕されたことについて苦情を述べた。一方、メリーランドは12マイル円の測量を行ったアイザック・テイラーを域内に侵入したかどで逮捕した。植民達の間にもクレサップ戦争に象徴されるような諍いが発生しており、一体誰に対して納税義務を負っているのかも分からなくなっている状態であり、早期の和解を望む声が大きくなった。1731年、ボルチモア男爵がジョージ2世に対して、正式な境界画定に関してペンが同意するようにとの請願を行った。再び貿易・プランテーション委員会が裁定を行うことになった。ボルチモア男爵は北緯40度線案を主張して譲らず、ペンはフィラデルフィアの南20マイルにすべきだと主張した。 
英国王と委員会は、妥協案を提示して両者を納得させ、1732年5月10日、ボルチモア男爵とペン（3人）の両者は合意文書に署名した。内容は、両者は1685年の取り決めを概ね守るが、ペンシルバニアの南側境界線は北緯40度線より南側に移し、フィラデルフィアの南15マイルの地点を通る緯線とする。（デルマーバ）半島はヘンロペン岬を通る緯線と、その中点から北方に伸び12マイル円西側円弧に接する線、この接点から北は12マイル円そのものをたどり、半島横断線中点より伸びる線が12マイル円に接した地点と同じ経度に達したらそこからは東西線に達するまで真北に伸びる、というものだった。この合意書には地図も添付されていたが、フェンウィック島とヘンロペン岬を取り違えており、実際のヘンロペン岬の19マイル南側に半島横断線が引かれることになった。 

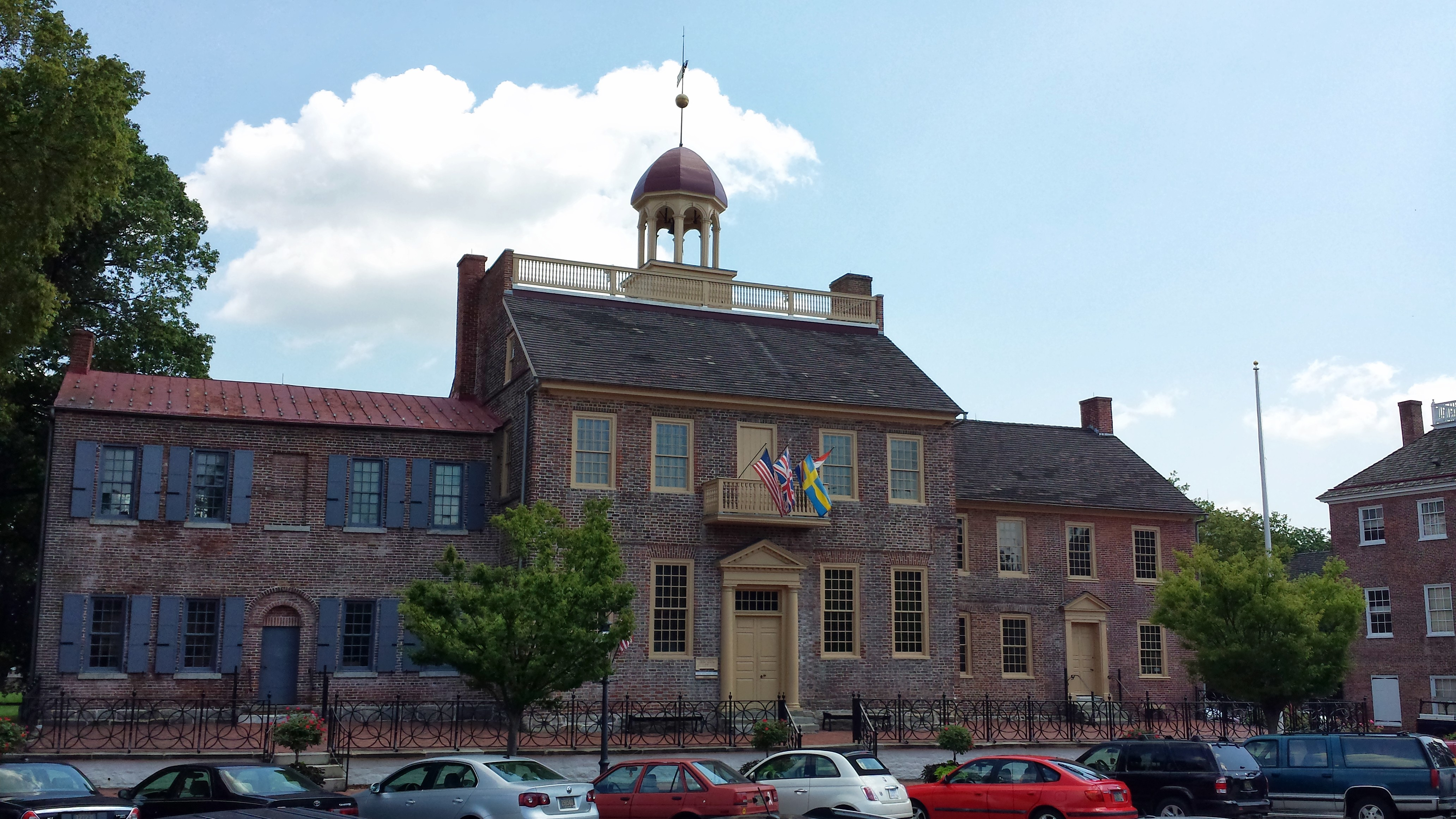
ニューキャッスルコートハウスのキューポラは、12マイルサークルの中心として使用された。 境界委員会は、長年にわたって何度もここで会合を持った。

合意書条文には、新しく委員会を設け、これが合意事項の履行状況を監視し、境界標識を設置するというもので、双方7人ずつメンバーを指名した。 
委員会は最初の会合をメリーランドのチェスタータウンで行った。結果的に彼らは4回（ニューキャッスルの裁判所、メリーランド州ヨッパ、そしてフィラデルフィア）会合を持った。彼らは12マイル円に関していくつかの点で合意に至らなかった。まず、メリーランド側は、円は中心を持っていなければならないが、その中心をどこにするか決定する権限をメリーランド側にも与えよと主張した。また、メリーランド側委員は「12マイル」は円周の長さであるとして、ペンシルバニアが主張する「半径12マイル」と食い違った。ボルチモア男爵（メリーランド）は提出した地図において半島横断線の通過点をフェンウィック島と間違えたことに気づき、これを訂正したいと主張した。 
紛争解決の権限も与えられていたにもかかわらず、この委員会は最終的に「合意に至らなかった」とする文書に署名しただけだった。この失敗の後、ボルチモア男爵は英国の裁判所に新たな請願を行った。ペンの3人もこれに対抗して請願を行った。ジョージ2世は1738年5月4日に暫定的な境界線を示し、双方に対して論争中の土地に関してはその払い下げを停止する命令を発した。 

### 大法官裁判所
請願を法廷に提出後、両者およびその代理人はフィラデルフィア、ニューキャッスル、そしてメリーランド全域で証拠の収集を始めた。両者の請願は1750年には大法院に上げられた。植民地での権利関係書類や数十年にわたる様々な当事者による合意書などを見直し、両者の意見を聴取した後の1750年5月15日、大法官ハードウィック伯爵フィリップ・ヨークは1732年合意を順守せよとの結論を下した。これに基づいて新たに委員会を組織し、境界線画定の監視を行わせることとし、さらに初めの委員会で停止していた議論にも結論を下し、12マイル円はニューキャッスルを中心とした半径12マイルの円とすること、およびヘンロペン岬ではなくフェンウィック島を通る緯線を南側境界とすることとした。 
この事件の決定は、 ペンvボルチモアLord （1750）1 Ves Sen 444 に基づいて報告されており、それ自体が重要な判例となり、モザンビークの規則に対する司法の例外となっている。オックスフォード大学のエイドリアン・ブリッグス教授は、判例が十分に重要であり、事件自体を参照する同様の同名の規則があるべきだと主張した。

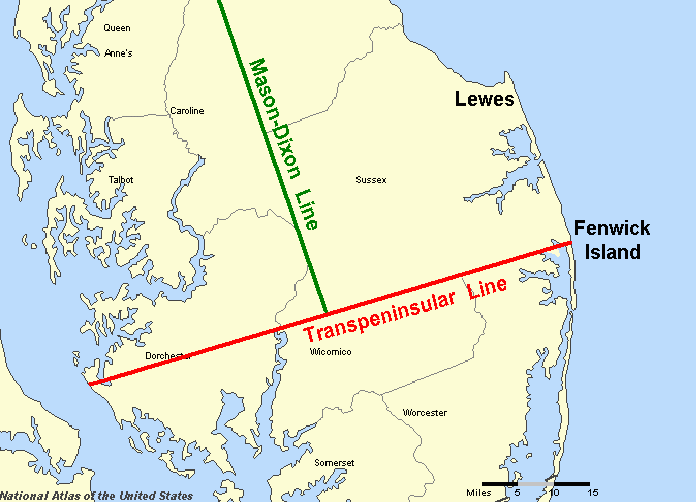
最南端の紛争境界である半島横断線

新しい委員会には、ウィリアム・アレン、ベンジャミン・チュー、トーマス・ホプキンソン、ペンシルベニアおよびデラウェア州のリチャード・ピーターズ牧師、ライヴ・ホルト、テンチ・フランシス、およびメリーランド州のベネディクト・カルバート、ベンジャミン・タスカー・ジュニア、ジョージ・プラター、ダニエル・デュラニー・シニア。彼らは、1750年11月14日に、ニューキャッスルコートハウスの会議室で最初の会議を開催した。委員は、コートハウスをニューキャッスルの「中心」と見なすべきであり、12マイルサークルは建物の上部のキューポラを中心にすべきだと提案した。
委員会は続いて測量チーム（ペンシルベニア州のジョンルーケンスとアーキバルドマククリーン、メリーランド州のジョンリッグスとトーマスガーネットから成る）を雇用し、手始めにフェンウィック島を通り半島を南北に分割する線を地図上に描画する作業を行った。この測量線を半島横断線と呼ぶ。1番目の標識はこの線の東端部にあたる地点に置かれた。1751年6月にはこの半島横断線の測量作業は完了した。 
しかし、10月に同じニューキャッスルで行われた会合では半島横断線の西端部はチェサピーク湾なのかスロータークリークなのかで紛糾した。西端部を決定できないと、中点も決定できないため、測量は終了できない。また、12マイル円に関しても、山や谷などを地形なりで12マイルなのか（この場合円はやや小さくなるのでボルチモア男爵側が得をする）、水平距離で12マイルなのか（この場合はペンが得をする）でも合意できなかった。委員会は英国のハードウィック伯爵に再び照会を行い、半島横断線西端はチェサピーク湾、12マイル円中心は委員会の結論通り、12マイルの距離は水平距離、との決定をうけた。

### 解決
1751年にボルチモア男爵が死に、息子のフレデリック・カルバートが第6代ボルチモア男爵となったが、この世襲直後に「父親が成したあらゆる合意に縛られるのが嫌だ」などと言いはじめたため、論争は再び振り出しに戻ってしまった。測量も中断された。だが1760年までには翻意し、同年6月4日には話し合いに戻り1732年の合意と1750年の大法官の命令を守ることになった。その年の11月にニューキャッスルにおいて委員会は半島横断線の測量結果と中点を示す標識の設置に合意した。これで南側の境界は確定となった。 

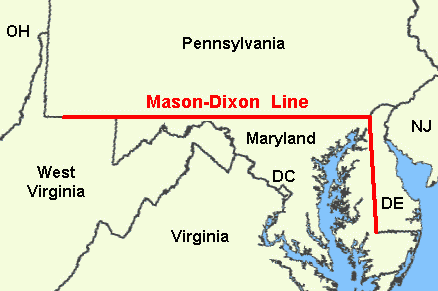

1761年、地元の測量士らにより、チェーンを直線状に敷設する方法で12マイル円の測量が行われたが、やり方も計算も稚拙でうまくいかなかった。1763年にも同様な試みがなされたが失敗した。ここに至り両家の委員会は地元の測量士ではなく英国の測量士に依頼することを合意した。1763年7月20日、ペンおよびカルバート両家とチャールズ・メイソンおよびジェレマイア・ディクソンの2人の間で契約が結ばれた。2人は同年11月15日にフィラデルフィアに到着し委員会のメンバーと面会した。 
メイソンとディクソンの初めの仕事はフィラデルフィアの最南端となるポイントを決めることだった。彼らはそこに観測所を設けた。そこから西に31マイル進んだところ（エンブリービルのハーラン農場）に本部を設置し、基準点となる石を置いた。この石はスター・グレイザー・ストーンと呼ばれている。追加の観測と測量作業の後ペンシルバニアとメリーランドの境界測量に入った。1764年の8月にはニューキャッスルの裁判所からの線と、接点の位置を決定した。9月4日から25日にかけて、中点標識からの南北線の測量を行った  。 
11月、測量技師2人はデラウェアのクリスチーナで委員会に出席し、委員会は結果を承認した。1765年12月17日から翌1766年1月1日の間に双方の委員の立会いの下で標識石の設置を行った。1767年中の帰国までに、東西線をできる限り西に延長する作業も行った。1767年11月にクリスチーナにおいて最終結果の報告を終え、1768年9月に帰国した。 
カルバートおよびペン両家は1768年8月20日にジョージ3世にメイソン=ディクソン線による境界の承認を求める請願を行った。1769年1月11日にジョージ3世はこれを承認した。この論争の始まりから85年以上が経過していた。 
両家は7年後のアメリカ独立戦争により、ともにその植民地をすべて失うことになる。

## その後の紛争
ペン、カルバート両家の法廷での諍いは英国王が境界に関する合意書に署名して終結し、その数年後にはアメリカ合衆国独立により植民地の権利は失ってしまったが、境界と測量に関して合意できていない点はたくさん残っていた。1820年、デラウェアは米国政府にデラウェア川河口部の島であるピーパッチ島を売却したが、ニュージャージー州はデラウェアが勝手に売却する権利を持ってはいない、なぜならこの島は元々はニュージャージー側にあったものであるからだと主張した。陸軍長官ジョン・カルフーンは司法長官のウィリアム・ワートに法律的意見を要請し、ワートはジョージ・リードJRと前司法長官のシーザー・ロドニーに相談した。2人は植民地時代におけるペンとカルバートの長期にわたる論争の詳細をレポートし、デラウェア川の川面のうち12マイル円内にある部分はすべてデラウェアに帰属すべきである、したがって当該島はデラウェアの持ち物である、と結論した。その後この問題に関して2つの巡回裁判所が前述の2人のレポートとは異なる意見を述べたため、当時の大統領であるジェームズ・ポークは1847年に仲裁人を解決の任に当たらせるように提案した。仲裁人にはジョン・サージェントが指名された。独立記念館において米国政府、ニュージャージー州市民それぞれの代理人に植民地時代における権利関係の歴史について議論させ、サージェントはこれを聴取した。サージェントの結論はペン対ボルチモア裁判におけるハードウィックの決定から大きく異なるものではなかった。 
1872年になってニュージャージーの複数の漁師がデラウェアに逮捕される事件が発生したことがきっかけとなり、ニュージャージーはデラウェア川の中央線まではニュージャージー州の領域であると宣言を行った。このデラウェア川の管轄権問題は米国連邦最高裁判所において「ニュージャージー対デラウェア事件」として何度かにわたり審理が行われた（1877年、1934年、2007年など）。1934年の裁判では、ベンジャミン・カルドーゾ判事により12マイル円の成り立ちやそれにまつわる境界論争が文書化された。このときの判決では英国大法官ハードウィックと仲裁人サージェントの意見が引用された。 

## 判例
アメリカの植民地または州の間の境界紛争を裁定するための裁判所による最古の試みの1つとして、 Penn v。 ボルチモアは、アメリカの境界紛争に関係する他の多くの事件の先例としても信頼されてきました。  最高裁判所はロードアイランド州でのハードウィック首相の法的推論を引用した。 マサチューセッツ州 、37 US 657（1838）、  バージニア州v。 テネシー州 、148 US 503（1893）、  バージニア州v。 ウェストバージニア州 、78 US 39（1870）、  ミズーリ州v。 イリノイ州 、180 US 208（1900）、 およびメリーランド州v。 ウェストバージニア州 、217 US 1（1910）、 など。 ニューヨーク州検事総長 ジョサイア・オグデン・ホフマンはペンv。 ニューヨークvの場合のボルチモア 。 コネチカット 、4 US 1（1799）。これは、州間の紛争を解決するために、 元の管轄権の下で最高裁判所が審理した最初の事件でした。  ハンスv。の場合 ルイジアナ州 、134 US 1（1890）、裁判所は、いくつかのタイプの訴訟は憲法の立案者、 ペンv。 ボルチモアは、「これらの異常な訴訟の主題のいくつかは、植民地時代でさえ裁判所に知られていないことを示しています。 
彼の意見では、Hardwickeはまた、人格において公平な判断を下すことができるという法的概念を確立しました 。 ボルチモアLordが外国の土壌または王室の植民地に対する裁判所の管轄権に反対したとき、ハードウィックは異議を却下し、イングランドで行われた契約上の合意（1732年の合意）に基づいて裁定して以来、実際に行動することができると判断しました。裁判所の前に出席し、軽と隔離の権限の対象となります。   最高裁判所は、 Pennoyer v。 ネフ 、95 US 714（1878）。 

## 参照資料
1. ↑   New Netherland: a Dutch colony in seventeenth-century America by Jaap Jacobs, p. 115. Books.google.com 2015年3月20日閲覧。
2. ↑  “History”.   Delawareliving.com. 2015年3月20日閲覧。
3. ↑  “Swanendael Settlement”.   Delaware Division of Historical and Cultural Affairs. 2015年3月20日閲覧。 The division maintains a monument at the site of the original colony as well as a museum dedicated to interpreting its history.
4. ↑  “The Charter of Maryland: 1632”.   Yale Law School's Avalon Project. 2015年3月20日閲覧。
5. 1 2 3 4 5 6 7 8 9 10 11 12 13 14 15 16  Nathan, Roger E.. East of the Mason-Dixon Line: A History of the Delaware Boundaries. Delaware Public Archives. pp. 68 2015年3月20日閲覧。
6. 1 2 3 4 5 6 7 8  “Maryland Geological Survey, Volume 7”.   Maryland State Archives. 2015年3月20日閲覧。 See section "History of the Boundary Dispute Between the Baltimores and Penns Resulting in the Original Mason and Dixon Line" by Edward Bennett Matthews
7. ↑  “Fort Christina”. National Historic Landmark summary listing.   National Park Service. 2007年12月6日時点のオリジナルよりアーカイブ。2015年3月20日閲覧。
8. 1 2  Richard Greenwood (July 21, 1975). National Register of Historic Places Inventory-Nomination: Fort Christina. National Park Service.
9. ↑  “The Charter of Pennsylvania: 1681”.   Yale Law School's Avalon Project. 2015年3月20日閲覧。 This charter included the first documentary mention of the carve-out of a twelve mile circle around the town of New Castle.
10. 1 2  Soderlund, Jean R.. William Penn and the Founding of Pennsylvania: A Documentary History. University of Pennsylvania Press 2015年3月20日閲覧。
11. ↑  Ohio. Message and Reports Made to the General Assembly and Governor of the State of Ohio for the Year: 1856, Part 1. books.google.com 2015年3月20日閲覧。
12. 1 2  Scharf, John Thomas. History of Delaware : 1609-1888: General history. books.google.com 2015年3月20日閲覧。
13. ↑  Tom (2014年3月4日). “Lord Baltimore's Map of Maryland in 1732” (英語). Ghosts of Baltimore. 2019年2月24日閲覧。
14. 1 2 3  “Lord Baltimore's Own Plan - Huntingfield Map Collection”.   Maryland State Archives. 2015年3月20日閲覧。
15. 1 2 3  Court of Chancery. The Breviate in the Boundary Dispute Between Pennsylvania and Maryland. books.google.com 2015年3月20日閲覧。
16. ↑  “Penn v Lord Baltimore 27 ER 1132”.   English Reports. 2019年10月9日閲覧。
17. ↑  Adrian Briggs (2014). Private International Law in English Courts. OUP. p. 9.41. ISBN 9780198713739. "The source of the rule is the decision in Penn v Baltimore, a decision also so important that it deserves to be known by its name."
18. ↑  "Penn Versus Baltimore. Journal of John Watson, Assistant Surveyor to the Commissioners of the Province of Pennsylvania, 1750". 1914. JSTOR 20086187。 {{cite web}}: Cite webテンプレートでは|access-date=引数が必須です。 (説明)
19. 1 2 3  “Chew Family Chronology”.   Cliveden.org. 2015年3月20日閲覧。
20. ↑  West Publishing Company. “The Federal Cases: Comprising Cases Argued and Determined in the Circuit and District Courts of the United States from the Earliest Times to the Beginning of the Federal Reporter, Arranged Alphabetically by the Titles of the Cases and Numbered Consecutively, Book 30”. 2015年2月28日閲覧。
21. ↑  “State of New Jersey v. State of Delaware, 291 US 361”.   FindLaw. 2017年6月23日閲覧。
22. 1 2  Mitchell, Charles. Landmark Cases in Equity. books.google.com 2015年4月2日閲覧。
23. ↑  “FindLaw | Cases and Codes | State of Rhode Island v. Commonwealth of Massachusetts, 37 U.S. 657”.   laws.findlaw.com. 2015年4月2日閲覧。
24. ↑  “FindLaw | Cases and Codes | Commonwealth of Virginia v. State of Tennessee, 148 US 503”.   laws.findlaw.com. 2015年4月2日閲覧。
25. ↑  “FindLaw | Cases and Codes | State of Virginia v. State of West Virginia, 78 US 39”.   laws.findlaw.com. 2015年4月2日閲覧。
26. ↑  “FindLaw | Cases and Codes | State of Missouri v. State of Illinois, 180 US 208”.   laws.findlaw.com. 2015年4月2日閲覧。
27. ↑  “FindLaw | Cases and Codes | State of Maryland v. State of West Virginia, 217 US 1”.   laws.findlaw.com. 2015年4月2日閲覧。
28. ↑  Scott, James Brown. Judicial Settlement of Controversies Between States of the American Union. Books.google.com 2015年4月2日閲覧。
29. ↑  “FindLaw | Cases and Codes | Hans v. Louisiana, 134 U.S. 1”.   laws.findlaw.com. 2015年4月2日閲覧。
30. ↑  Dixon, Martin. Modern Studies in Property Law, Volume 5. books.google.com 2015年4月2日閲覧。
31. ↑  “FindLaw | Cases and Codes | Pennoyer v. Neff, 95 U.S. 714”.   laws.findlaw.com. 2015年4月2日閲覧。